# Dzihunia amudarjensis
Dzihunia amudarjensis är en fiskart som först beskrevs av Rass 1929.  Dzihunia amudarjensis ingår i släktet Dzihunia och familjen grönlingsfiskar. Inga underarter finns listade i Catalogue of Life.